# Scotobleps gabonicus
Scotobleps gabonicus är en groddjursart som beskrevs av George Albert Boulenger 1900. Scotobleps gabonicus ingår i släktet Scotobleps och familjen Arthroleptidae. IUCN kategoriserar arten globalt som livskraftig. Inga underarter finns listade i Catalogue of Life.